# Mikkel Larsen
Mikkel Langager Larsen  (nacido el 10 de noviembre de 1972 (52 años) en Copenhague, Dinamarca) es un exjugador de baloncesto danés. Con 2,07 de estatura, jugaba en la posición de pívot. 

## Equipos
- 1996-1998 AEK Atenas BC. Grecia
- 1998-1999 Mens Sana Siena. Italia
- 1999-2000 Real Madrid. Juega 13 partidos. España
- 1999-2000 Olimpia Milano. Cedido. Italia
- 2000-2001 Makedonikos BC. Grecia
- 2001-2002 Club Baloncesto Sevilla. España
- 2002-2003 Brandt Hagen. 10 partidos. Alemania
- 2002-2007 Horsens IC. Dinamarca